# جائحة فيروس كورونا في الجمهورية العربية الصحراوية الديمقراطية
ظهرت أول حالة إصابة بجائحة فيروس كورونا 2019–20 في الجمهورية العربية الصحراوية الديمقراطية في 25 يوليو 2020.

## خلفية
في 12 يناير 2020، أكدت منظمة الصحة العالمية عن ظهور فيروس كورونا المستجد كسبب للمرض التنفسي الذي أصاب مجموعة من الأشخاص في مدينة ووهان، مقاطعة خوبي، الصين، إذ أُبلغ عنهم إلى منظمة الصحة العالمية في 31 ديسمبر 2019. كانت نسبة الوفيات بين الحالات المُشخصة بكوفيد-19 أقل بكثير من جائحة فيروس سارس في عام 2003، لكن انتقال العدوى كان أكبر، والوفيات أيضًا.

## الخط الزمني
بتاريخ 19 مارس تم إغلاق الحدود بين الجزائر وموريتانيا بأمر من جبهة البوليساريو كإجراء وقائي للحد من انتشار فيروس كورونا.
في 25 يوليو تم تسجيل أربع (4) حالات أولى.